# Nagrada hrvatskog glumišta za najbolje redateljsko ili dirigentsko ostvarenje – opera
Popis dobitnika Nagrade hrvatskog glumišta u kategoriji najboljeg redateljskog ili dirigentskog ostvarenja - opera. Nagrada se dodjeljuje svake dvije godine. 
1992./1993. Petar Selem

1995./1996. Petar Selem

1997./1998. Krešimir Dolenčić

1999./2000. Petar Selem

2000./2001. Krešimir Dolenčić

2001./2002. Ozren Prohić

2002./2003. Božidar Violić

2003./2004. Mladen Tarbuk

2006./2007. Ivan Repušić

2008./2009. Nikša Bareza

2010./2011. Nikša Bareza

2012./2013. Nikša Bareza

2014./2015. Dora Ruždjak Podolski

2016./2017. Filip Pavišić

2018./2019. Ivo Lipanović

2020./2021. Ivo Lipanović

2021./2022. Ivo Lipanović

2023./2024. Krešimir Dolenčić